# Масбург
Масбург (нем. Masburg) — община в Германии, в земле Рейнланд-Пфальц. 
Входит в состав района Кохем-Целль. Подчиняется управлению Кайзерзеш.  Население составляет 1077 человек (на 31 декабря 2010 года). Занимает площадь 9,13 км².